# 피렐리

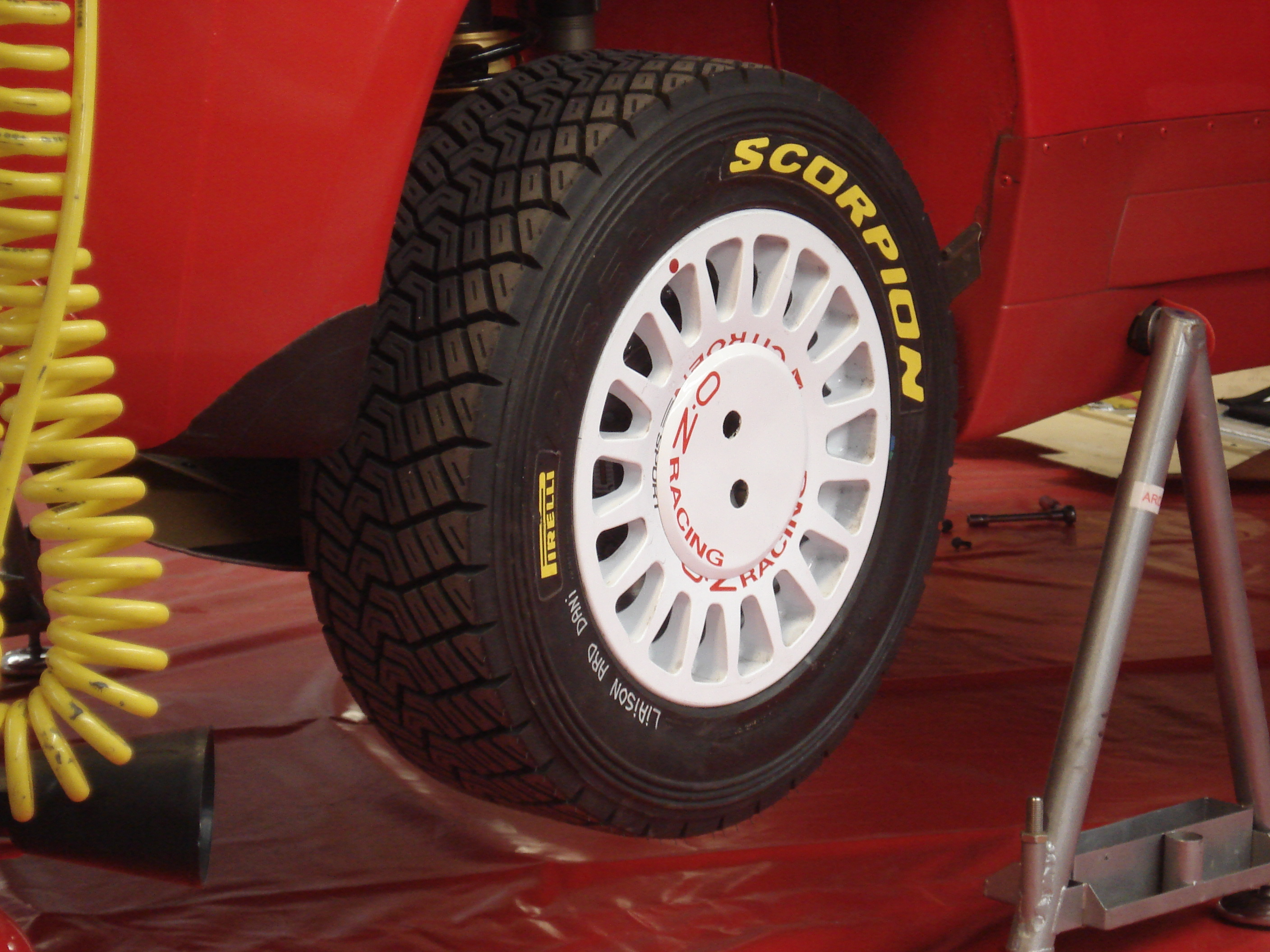

피렐리(Pirelli)는 이탈리아 밀라노에 기반을 둔 자동차 관련 제조 기업이다. 이 회사는 타이어 분야에서 매우 유명하며, 현재 전 세계 160여개국에 사업을 전개하고 있다.
또한 이 회사는 1907년부터 여러 자동차 경주 대회에 후원하고 있으며, 현재 포뮬러 원에 타이어를 제공하고 있다.

## 역사
1872년, 밀라노에서 고무 관련 회사로 설립되었으며, 이후 사업을 여러 분야로 확장에 오늘날에 이른다.
2015년 3월 중국 국영회사 차이나 내셔널 케미컬(China National Chemical)에 70억 유로(약 8조 4,000억 원)에 경영권이 인수되었다.